# 지은채

## 수상 경력

### 국내대회
2018 전국종별선수권대회 개인단식 2위
2019 한국실업탁구리그 단체전 1위
2019 제100회 전국체육대회 단체전 1위
2021 제67회 픽셀스코프 전국남녀종별탁구선수권대회 단체전 1위
2021 한국실업탁구대회 단체전 2위

## 같이 보기
- 이은혜
- 김하영
- 강다연
- 정은송
- 강가윤
- 신유빈